# Camponotus subbarbatus
Camponotus subbarbatus é uma espécie de inseto do gênero Camponotus, pertencente à família Formicidae.